# Bregenzer Ach
Bregenzer Ach (også kaldet Bregenzer Ache eller Bregenzerach) er en flod i delstaten Vorarlberg i Østrig, og en af Rhinens bifloder via Bodensøen med en længde på 80 km. Den har sit udspring  i Lechquellengebirge i 2400 meters højde, og er den største flod i Bregenzerwald. Floden løber gennem Bregenz og munder ud i Bodensøen lige øst for Rhinen og Dornbirner Ach.
Historisk har floden været noget af en forhindring for områdets bønder, idet den kun få steder kunne passeres uden fare, hvilket forskellige broer skulle afhjælpe. Mange af de gamle træbroer eksisterer stadig og er fredede. De moderne broer er til dels ganske imponerende, for eksempel er Lingenauer Hochbrücke en af de højeste stålbetonbroer i Mellemeuropa. Derudover har floden og dens bifloder fem vandkraftværk.
Floden er på grund af sit flodforløb velegnet til rafting i den nedre del hele året, og der findes også tilbud til begyndere. Den øvre del af floden er dog ikke egnet til begyndere, og er heller ikke tilgængelig hele året, men i foråret og efter kraftige regnskyl, kan entusiaster få sig noget af en oplevelse.
47°14′27″N 10°08′01″Ø / 47.240943°N 10.13369°Ø